# A Defesa (jornal)
A DEFESA é um jornal regional de inspiração cristã do distrito de Évora, propriedade da Arquidiocese de Évora. 

## História
Com a criação do jornal “A Defesa” – órgão oficial da Arquidiocese –, deu-se, concomitantemente, a fundação, em maio de 1923, da “Gráfica Eborense”, que se viria a ocupar da sua publicação. De periodicidade diária durante largos anos, o órgão oficial da Arquidiocese eborense, originou o aparecimento de outras iniciativas como, por exemplo, a revista do Seminário diocesano, intitulada: “Alvoradas”.
D. Manuel Mendes, além de fundador do jornal, foi um assíduo colaborador através da publicação de artigos de fundo e em várias secções do jornal.  
No primeiro artigo de fundo podemos constatar o caminho delineado pelo Prelado: “A Defesa não vem atacar ninguém […]. Defende a verdade cristã, defende os direitos da Igreja, defende a inviolabilidade da consciência, defende a liberdade, defende a justiça, defende os pobres e humildes, defende todos os oprimidos, de qualquer campo que eles sejam. Orientada pelos princípios cristãos, A Defesa propõe-se exercer uma missão de paz […]”. Em suma, podemos afirmar que a imprensa foi um dos meios de ação mais fecundos do seu apostolado, como se verifica no número comemorativo das bodas de ouro do seu fundador: “[…] um dois meios mais fecundos de ação de que tem usado o nosso Antístite eborense, é o da imprensa […] Desde que voltou da cidade eterna … tem consagrado à imprensa uma boa parte dos seus trabalhos […]”.
Em 2019, D. Francisco Senra Coelho, nomeou diretor do jornal A Defesa, o Cónego Manuel Madureira Dias.

## Estatuto Editorial
1. “A Defesa” é propriedade da SIRE - Sociedade Instrutiva Regional Eborense, S.A.
2. É um semanário atento às realidades regionais, respeitando os valores cristãos.
3. “A Defesa” é um órgão de Comunicação Social Regional que não se alheia dos problemas do homem e da sociedade, quer em artigos, quer em noticiários de forma a defender a dignidade da pessoa humana, na liberdade das suas opções.
4. “A Defesa” é independente de quaisquer forças económicas, ideológicas e políticas.
5. “A Defesa” no respeito pela verdade, procura interpretar os acontecimentos mais relevantes da região, do País e do Mundo à luz da mensagem cristã.
6. “A Defesa” num fenómeno de “feedback” também será um espaço para voz dos leitores, desde que identificados e respeitando o Estatuto Editorial por que nos regemos.
7. “A Defesa” é dirigida pelo seu director, administrador, chefe de redacção, sendo auxiliado por uma equipa redactorial.
8. “A Defesa” assume o compromisso de “respeitar os princípios deontológicos da Imprensa e a ética profissional, de modo a não poder prosseguir apenas fins comerciais, nem abusar da boa fé dos leitores, encobrindo ou deturpando a informação”.

## Lista de diretores
- António Salvador dos Santos ( - 2019)[4]
- Manuel Madureira da Silva (2019-)

## Conteúdos

### Podcasts
A DEFESA produz vários conteúdos áudio para a internet, em pareceria com a Rádio Esperança, do mesmo grupo.

### Colunas de opinião
Tem como cronistas, entre outros, Cónego Manuel Madureira da Silva, o D. Francisco Senra Coelho (Arcebispo de Évora), o Seminário Maior de Évora.

## Online
A edição digital diária é disponibilizada antes da edição impressa ser distribuída.

Os assinantes têm acesso aos destaques da newsletter Exclusivo Assinantes.